# شهرستان برسکو (تگزاس)
برسکو یکی از شهرستان‌های ایالت تگزاس می‌باشد.
این شهرستان در شمال‌غربی این ایالت است.
جمعیت این شهرستان در سال ۲۰۱۰ میلادی معادل ۱۶۳۷ نفر بود.